# Szajkófalva
Szajkófalva (ukránul: Осій) település Ukrajnában, Kárpátalján, a Huszti járásban.

## Fekvése
Ilosvától északkeletre, Ilonca és Bilke közt fekvő település.

## Története
Az egykor több birtokos tulajdonában levő falu híres volt vasbányájáról.
1910-ben 1809 lakosából 302 magyar, 48 német, 1459 rutén volt. Ebből 1656 görögkatolikus, 147 izraelita volt. A trianoni békeszerződés előtt Bereg vármegye Felvidéki járásához tartozott.